# NGC 758
NGC 758 је лентикуларна галаксија у сазвежђу Кит која се налази на NGC листи објеката дубоког неба.
Деклинација објекта је - 3° 3' 58" а ректасцензија 1h 55m 42,1s. Привидна величина (магнитуда) објекта NGC 758 износи 14,4 а фотографска магнитуда 15,4. NGC 758 је још познат и под ознакама NPM1G -03.0103, PGC 7198.